# Gondwana (Band)
Gondwana ist eine chilenische Reggae-Band, die 1987 von I-Locks Labbé in Santiago de Chile gegründet wurde. Der Sänger Quique Neira, der 1997 zur Band stieß, trug wesentlich zum Erfolg der Band in Chile und im Ausland bei. Die ersten drei regulären Alben der Band wurden von Dr. Dread (RAS Records) produziert und bescherten der Band in der Folge Konzertauftritte in den USA und Jamaika.

## Bandgeschichte
Gondwana wurde 1987 in Santiago de Chile in Chile gegründet. Damit gründete sich die Band, die sich nach dem Urkontinent Gondwana benannte, in den Jahren von Augusto Pinochets Amtszeit kurz vor dessen Abwahl 1990. Die ersten Jahre waren auf Grund der politischen Zensur daher eher schwierig für die Band, insbesondere da sich die Gruppe von Beginn an zur Glaubensrichtung Rastafari bekannte.
Bekannt wurde die Gruppe erst mit dem Einstieg ihres Sängers Quique Neira. 1997 erschien ihr selbstbetiteltes Debütalbum, dem sieben weitere Studioalben sowie ein Livealbum folgten. Das Debütalbum wurde in Chile mit mehr als 45.000 verkauften Einheiten mit einer Platin-Schallplatte ausgezeichnet. Als eine der ersten Reggae-Bands in Chile begründeten sie dort diese Bewegung mit. Einen großen Anteil daran hatte der jamaikanische Musikproduzent Dr. Dread von RAS Records, der die Band ab 1997 produzierte.
2003 verließ Quique Neira die Band wieder. Seitdem macht die Band mit wechselnden Sängern weiter. Die Band tourt auf der ganzen Welt und feierte neben Chile auch Erfolge in den Vereinigten Staaten und Europa. In Chile haben sie fast eine halbe Million Alben verkauft und erreichten neun Mal Platin.

## Diskografie

### Alben
- 1997: Gondwana (BMG Chile)
- 1999: Together (RAS Records)
- 1999: Phat Cherimoya Dub (RAS Records)
- 2000: Second Coming (RAS Records)
- 2000: Alabanza – Por la Fuerza se la Razón (RAS Records)
- 2002: Made in Jamaica (RAS Records)
- 2004: Crece (EMI)
- 2006: Resiliente (Leader Music Chile)
- 2012: Revolución (PLaza Independencia)
- 2014: Reggae ’n’ Roll (S-Music)
- 2017: Carpe Diem (FYN S.A.)

### Livealben
- 2010: En Vivo en Buenos Aires (CD+DVD, Sony Music)

### Kompilationen
- 2003: Grandes Exitos (2CD, BMG)
- 2006: This Is Crucial Reggae (RAS Records)
- 2010: Atlas de la Música Chilena (EMI Music Chile)
- 2011: Pincoya Calipso – Pasado, Presente y Futuro (Sony Music)

### Singles & EPs
- 1998: Armonía de Amor (BMG Chile)
- 1998: Sentimiento Original (BMG Chile)
- 2000: Dulce Amor (BMG Chile)
- 2001: Tributo a los Prisioneros (Split-Single mit Lucybell, Warner Music Colombia)
- 2001: Solo es Verdadero (BMG Chile)
- 2004: Vivo Esperandote (EMI)

### Demos
- 1993: Reggae (MC, Eigenproduktion)